# 山辺広域行政事務組合
山辺広域行政事務組合（やまのべこういきぎょうせいじむくみあい）は、奈良県天理市・磯城郡川西町・三宅町・田原本町及び山辺郡山添村の1市3町1村が設立していた一部事務組合。

## 事務局
- 〒632-0071 奈良県天理市田井庄町481-5北緯34度35分43.6秒 東経135度49分34.2秒 / 北緯34.595444度 東経135.826167度座標: 北緯34度35分43.6秒 東経135度49分34.2秒 / 北緯34.595444度 東経135.826167度

### 主な事務内容
- 広域市町村圏振興整備計画の策定に関する事務
- ふるさと市町村圏基金に係る事業実施に関する事務

### 沿革
- 1956年（昭和31年）4月 – 天理市消防本部が発足。
- 1971年（昭和46年）10月 – 1市3村（天理市、月ヶ瀬村、都祁村、山添村）で山辺広域市町村圏協議会を設置。
- 1972年（昭和47年）10月 – 協議会に磯城郡1町2村（田原本町、川西村、三宅村）が加入。
- 1974年（昭和49年）
  - 4月 – 山辺広域消防組合が発足。
  - 10月 – 山添消防署、磯城消防署で業務を開始。
- 1975年（昭和50年）10月 – 都祁消防署で業務を開始。
- 1982年（昭和57年）4月 – 月ヶ瀬分遣所を設置。
- 1990年（平成2年）
  - 3月 – 山辺広域市町村圏協議会及び山辺広域消防組合を廃止。
  - 4月 – 山辺広域行政事務組合が発足。
  - 5月 – 山辺広域振興基金を設置。
- 2005年（平成17年）4月 – 月ヶ瀬村と都祁村が奈良市と合併したことにより、組合を脱退。天理消防署東出張所を設置。
- 2013年（平成25年）4月 – 消防団に関する事務を市町村に移管。
- 2014年（平成26年）3月31日 - 4月1日の奈良県広域消防組合発足に伴い山辺広域行政事務組合を解散[1][2][3]。事業は奈良県広域消防組合及び組合市町村（天理市、山添村、川西町、三宅町、田原本町）が継承する｡

### 組織
- 議会
  - 議員定数：20人（天理市7人、川西町3人、三宅町3人、田原本町4人、山添村3人）
- 執行機関
  - 管理者：1人（天理市長）
  - 副管理者：5人（4人は天理市以外の関係町の長とし、1人は天理市副市長から選任）
  - 監査委員：2人
  - 公平委員会：3人
  - 情報公開・個人情報保護審査会：5人
  - 退職手当審査会：5人（随時設置）

## 消防本部

### 概要
- 消防本部：奈良県天理市田井庄町481-5
- 管内面積：184.04km²
- 職員定数：165人
- 消防署3カ所
- 主力機械（2009年（平成21年）4月1日現在）
  - 普通消防ポンプ自動車：5
  - 水槽付消防ポンプ自動車：3
  - はしご付消防自動車：2
  - 化学消防自動車：1
  - 救急自動車：7
  - 指揮車：1
  - 救助工作車：2
  - 小型動力ポンプ：3
  - 広報車：5
  - 資機材搬送車：3
  - その他：2

### 消防署
| 消防署     | 住所                      | 出張所                  |
| ---------- | ------------------------- | ----------------------- |
| 天理消防署 | 天理市田井庄町481-5       | 東：天理市福住町4792-26 |
| 磯城消防署 | 磯城郡田原本町大字八尾72  | なし                    |
| 山添消防署 | 山辺郡山添村大字大西942-5 | なし                    |